# 正法眼蔵随聞記
『正法眼蔵随聞記』（しょうぼうげんぞうずいもんき）は、禅僧・孤雲懐奘による曹洞禅の語録書で、嘉禎年間に成立した。
懐奘は30代より2歳年長の弟子として、曹洞宗開祖道元禅師に師事。約20年間にわたり師・道元に近時（随侍）し、師の没後は永平寺2世となった。
『随聞記』は、道元が折にふれ弟子たちに説いた言葉や、道元との問答を克明に筆記し、懐奘没後に弟子たちがまとめた。道元の人となりや『正法眼蔵』を理解する上での基本文献である。

## 刊行書目
- 大久保道舟校註 『校註 正法眼蔵随聞記』山喜房佛書林、1942年。新版1956年、1982年ほか
- 古田紹欽訳注 『正法眼蔵随聞記』角川文庫、1960年。講談社で「著作集」
- 和辻哲郎校訂、中村元補訂・解説 『正法眼蔵随聞記』岩波文庫＋同ワイド版
- 山崎正一訳注 『正法眼蔵随聞記』講談社学術文庫（新版）、2003年。旧版は講談社文庫
- 水野弥穂子校注・訳 『正法眼蔵随聞記』ちくま学芸文庫（新版）、1992年。解説増谷文雄、旧版は筑摩叢書
- 池田魯参訳著 『正法眼蔵随聞記　現代語訳』大蔵出版、1993年

### 講話・解説
- 角田泰隆 『道元と生きる　正法眼蔵随聞記』角川ソフィア文庫、2023年
  - 旧版『ZEN 道元の生き方～「正法眼蔵随聞記」から』NHK出版、2009年
- 鈴木格禅 『正法眼蔵随聞記に学ぶ』大法輪閣、2002年、新版2016年
- ひろさちや、青山俊董 『禅の智恵 「正法眼蔵随聞記」に学ぶ』鈴木出版、1994年
- 水野弥穂子 『「正法眼蔵随聞記」の世界』大蔵出版、1992年
- 鎌田茂雄 『正法眼蔵随聞記講話』講談社学術文庫、1987年
- 中野東禅 『傍訳 正法眼蔵随聞記　生き方の書』四季社、2007年